# ワカクサフウキンチョウ
ワカクサフウキンチョウ（学名：Chlorornis riefferii）は、スズメ目フウキンチョウ科に分類される鳥類。